# Aleš Kněžínek
Aleš Kněžínek, známý jako Freeze (* 6. června 1994 Brno), je bývalý český profesionální hráč počítačových her. Proslavil se jako hráč role AD carry ve hře League of Legends. Je prvním Čechem, jenž se dostal do ligy League of Legends Championship Series (LEC), a také prvním Čechem, který působil v severoamerické lize LCS na pozici asistenta trenéra.

## Kariéra

### LEC
Po začátcích na československé League of Legends scéně vstoupil do prvního zahraničního týmu v roce 2012. V největší evropské soutěži LEC (tehdy EU LCS) začal následně působit v týmu Ninjas in Pyjamas, kde hrál po boku dnes již legendárního Bjergsena. Po rozpuštění týmu hájil barvy Copenhagen Wolves, které po neúspěšném udržení v LEC na konci 5. sezóny opustil. Před začátkem jarního splitu šesté sezóny přijal nabídku do týmu Renegades, který v té době působil v americké LCS. Tým Renegades bohužel nezaznamenal žádný úspěch a skončil na posledním desátém místě. Na letní split se Freeze přesunul zpět do Evropy, konkrétně pak do týmu H2K. Po odehrání několika zápasů musel, ale Freeze svou kariéru pozastavit kvůli zranění a jeho pozici zaujmul řecký hráč Forg1ven.

### Další soutěže a angažmá
V roce 2017 začal hrál v českém týmu Inside Games. Dále působil v týmu Royal Bandits v turecké lize, se kterým se mu povedlo dostat až do finále TCL, kde podlehli týmu Supermassive. Na konci roku 2018 se připojil ke španělskému týmu MAD Lions (tehdy Splyce Vipers) a hrál v LVP SuperLize. V jarní části ligy ve finále porazili akademii týmu Origen a postoupili na EU Masters, kde skončili na děleném 5.–8. místě. Jeho hlavním úspěchem v letní části sezóny 2019 bylo vítězství na Iberian Cupu, ze kterého si mimo trofeje pro vítěze Freeze odnesl i trofej pro nejužitečnějšího hráče turnaje. Pro rok 2020 se Freeze společně se slovenským hráčem Kamilem Košťálem rozhodl připojit k německému týmu Ad Hoc Gaming. Tam ale nezaznamenali většího úspěchu, když v jarní části ligy skončili na 6. a v letní části ligy na 8. místě.

### Trenérská kariéra
Dne 20. 11. 2020 oznámil konec herní kariéry a přesun do role asistenta trenéra pro LCS tým 100 Thieves.

## Osobní život
Narodil se a vyrůstal v Brně. V mládí působil jako brankář v házenkářském týmu SHC Maloměřice. Zde také studoval základní a střední školu, kterou ale přerušil z důvodu zaměření se na kariéru profesionálního hráče. Začínal u her jako Diablo či DotA, kde také poprvé začal používat svou přezdívku Freeze. V 19 letech se odstěhoval do Švédska, kde bydlel v gaming-house týmu Ninjas in Pyjamas. Po přestupu do Copenhagen Wolves setrvával v Berlíně, v místě konání evropského LCS. Pravidelně navštěvuje české e-sport akce, jako jsou ASUS Finals nebo ROG Masters, na kterých pořádá workshopy, setkává se s fanoušky, komentuje vysílané zápasy apod. Má staršího bratra, který mezi lety 2017 a 2020 trénoval český profesionální League of Legends team eSuba.